# Aporrhais
Aporrhais là một chi ốc biển kích thước trung bình-nhỏ, là động vật thân mềm chân bụng sống ở biển trong họ Aporrhaidae và siêu họ Stromboidea.
Chi này được tìm thấy ở Cretaceous đến hiện nay.

## Các loài
Chi này có các loài sau:
- Aporrhais pesgallinae Barnard, 1963
- Aporrhais pespelicani (Linnaeus, 1758), common pelican's foot
- Aporrhais senegalensis Gray, 1838
- Aporrhais serresianus (Michaud, 1828)
- Aporrhais occidentalis Beck, 1836: đồng nghĩa của Arrhoges occidentalis (Beck, 1836)

## Hình ảnh

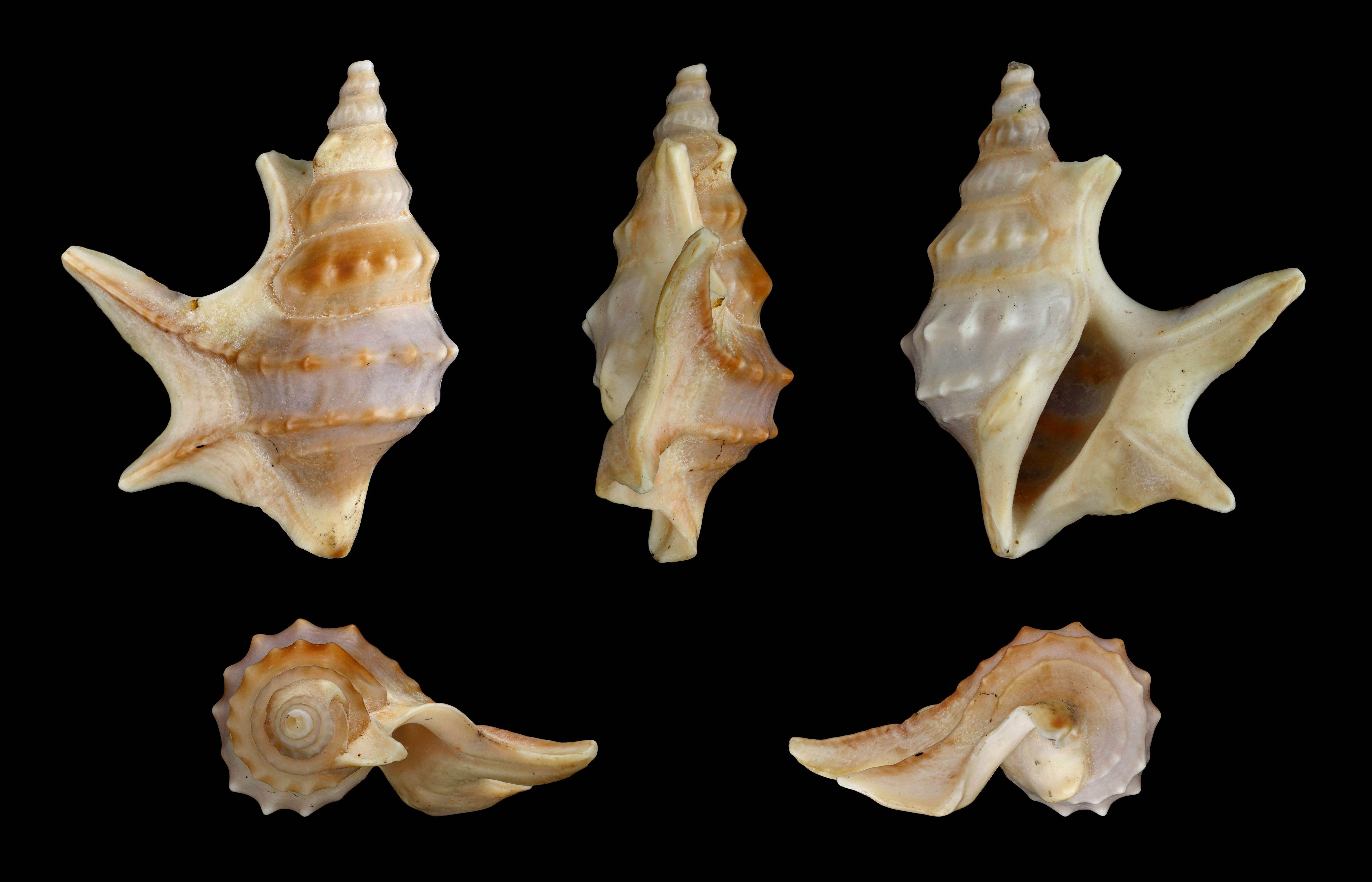
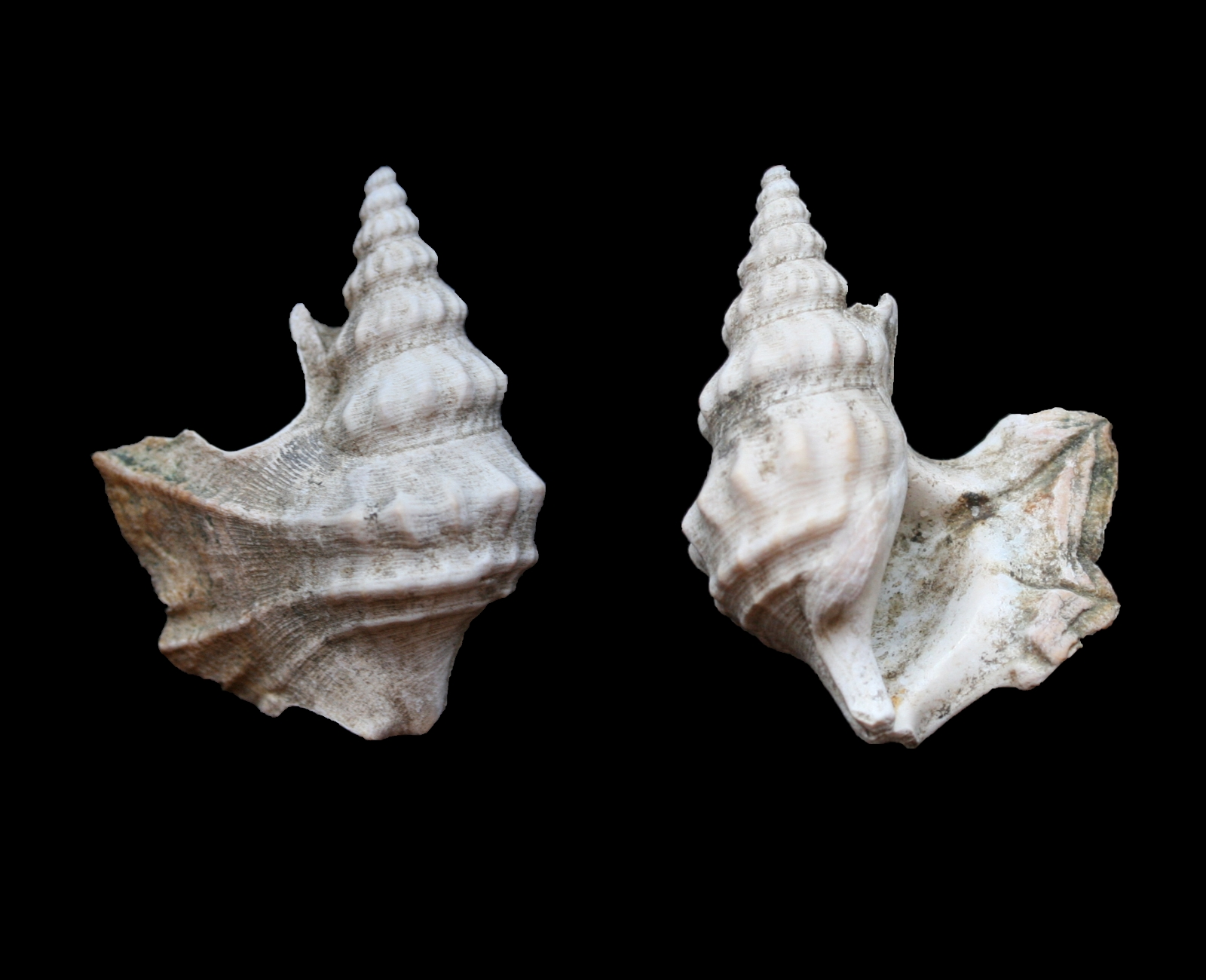